# Ponygate-Skandal
Als Ponygate-Skandal oder SMU-Football-Skandal wird eine Affäre im Bereich des amerikanischen College Football bezeichnet, die zu den größten Skandalen in der Sportgeschichte der Vereinigten Staaten zählt. Auslöser waren verdeckte Zahlungen und andere Vergünstigungen für Spieler der Football-Mannschaft der in Dallas ansässigen Southern Methodist University (SMU), die von den 1970er Jahren bis 1985 erfolgten und nach den für den Bereich des amerikanischen Hochschulsports gültigen Regeln der National Collegiate Athletic Association (NCAA) unzulässig waren.
Die Strafen, welche die NCAA gegen die Mannschaft der SMU infolge dieser Verstöße verhängte und zu denen unter anderem der Ausschluss vom Spielbetrieb für eine gesamte Saison zählte, waren die schwerwiegendsten Sanktionen gegen ein Team in der Geschichte des College Football. Die weitreichenden Folgen, insbesondere ein langjähriger Einbruch in der Leistungsfähigkeit und sportlichen Bedeutung der Mannschaft sowie das spätere Ende der Southwest Conference, führten bis in die Gegenwart zu einem zurückhaltenden Umgang der NCAA mit ihren Sanktionsmöglichkeiten.

## Hintergrund

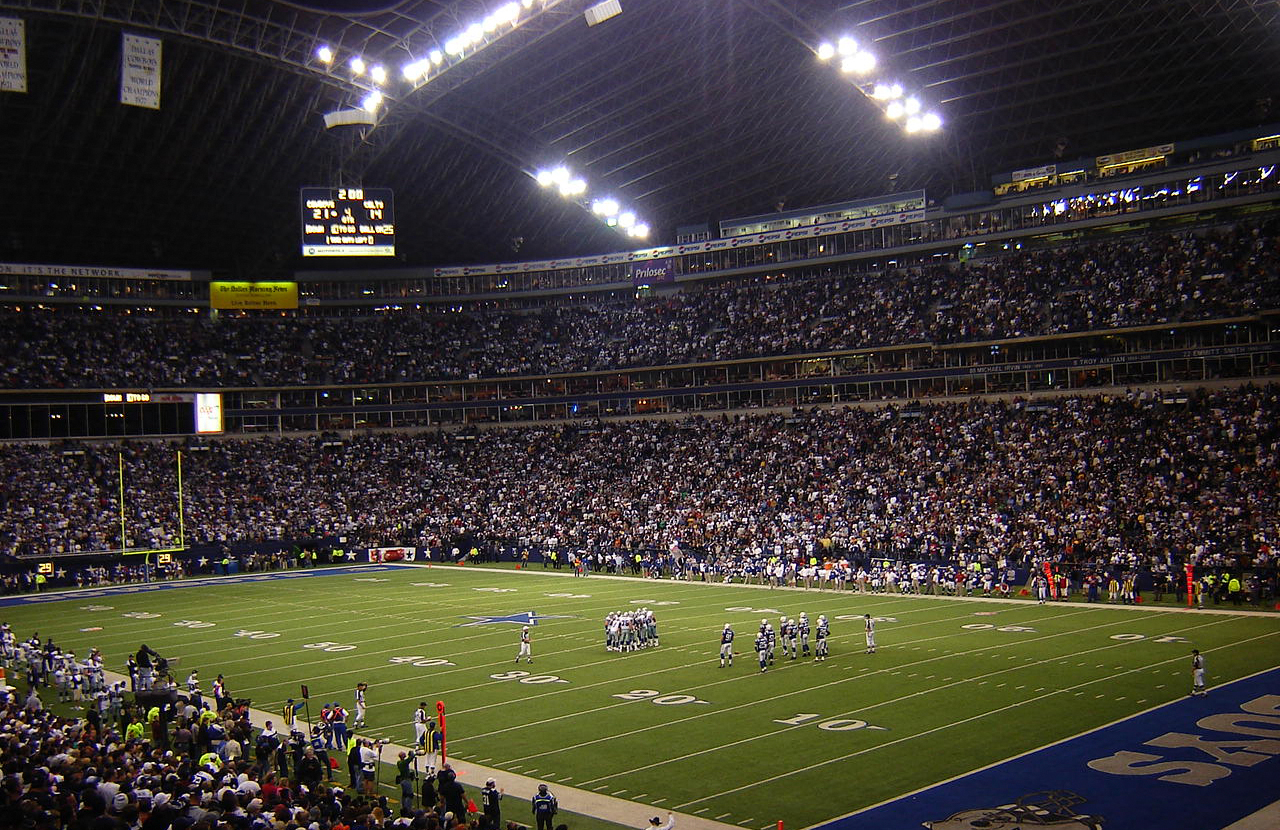
Das Texas Stadium in Irving, Texas, Heimspielstätte der SMU Mustangs von 1979 bis 1986

Die Football-Mannschaft der Southern Methodist University, die SMU Mustangs, zählte bis zum Bekanntwerden des Skandals zu den traditionsreichsten Teams im Spielbetrieb der NCAA. Sie hatte 1935 die nationale Meisterschaft sowie zehnmal die Meisterschaft der Southwest Conference (SWC) gewonnen und 1949 mit Doak Walker einen Gewinner der Heisman Trophy hervorgebracht. Die Mannschaft erreichte 1981 den vierten sowie ein Jahr später nach einer ungeschlagenen Saison den zweiten Platz landesweit und errang zwischen 1980 und 1985 drei SWC-Titel. Andererseits zählte die Universität hinsichtlich ihrer Studentenzahlen und finanziellen Möglichkeiten zu den kleinsten Hochschulen landesweit, wodurch die Verpflichtung leistungsstarker Spieler erschwert wurde.
Die SMU Mustangs wurden seit 1974 durch die NCAA regelmäßig kontrolliert und für Regelverstöße zwischen 1974 und 1985 insgesamt fünfmal sanktioniert. Wegen Verletzung der NCAA-Regeln zur Verpflichtung neuer Spieler war die Mannschaft unter anderem 1985 und 1986 von den Bowl-Spielen der Nachsaison sowie 1986 von Live-Übertragungen im Fernsehen ausgeschlossen worden. Direkte Zahlungen an College-Football-Spieler und andere Vergünstigungen waren und sind im amerikanischen Hochschulsport nicht erlaubt, da sie – anders als Stipendien oder Befreiungen von Studiengebühren – nicht studienbezogen sind.

## Aufdeckung
Im Juni 1986 erhielt ein Produzent des Fernsehsenders WFAA, eines in Dallas ansässigen lokalen Ablegers der American Broadcasting Company (ABC), einen Hinweis auf fortgesetzte Regelverstöße bei den SMU Mustangs. Seine Nachforschungen führten ihn zu David Stanley, einem Linebacker der Mannschaft in den Jahren 1983 und 1984, der angab, 25.000 US-Dollar für die Verpflichtung bei den SMU Mustangs sowie später monatliche Zahlungen erhalten zu haben. Der Direktor der Sportabteilung des Senders konfrontierte am 27. Oktober 1986 mit dem Sportdirektor, dem Cheftrainer und dem Koordinator für Neuverpflichtungen drei Hauptverantwortliche der Universität mit den Vorwürfen sowie mit mehreren Briefen an die Familie von David Stanley als Beweis für die Anschuldigungen. David Stanley wandte sich in der Zwischenzeit außerdem direkt an die NCAA, und der Sender WFAA strahlte am 12. November 1986 eine 40-minütige Sondersendung aus, in der die Vorwürfe erstmals öffentlich gemacht wurden. Zwei Tage später enthüllte die Tageszeitung Dallas Morning News, dass der als Tight End bei den SMU Mustangs spielende Albert Reese mietfrei in einem Apartment in Dallas wohnte.
Die Ermittlungen der NCAA ergaben, dass 13 Spieler der SMU Mustangs in den Jahren 1985 und 1986 insgesamt 61.000 US-Dollar erhalten hatten, und zwar in Form von verdeckten monatlichen Zahlungen zwischen 50 und 725 US-Dollar, die mit Wissen der Sportabteilung der Hochschule erfolgten. Erschwerend kam hinzu, dass diese Zahlungen auch noch nach der letzten von der NCAA gegen die Universität ausgesprochenen Sanktion und damit während einer Bewährungsphase stattfanden. Bereitgestellt worden war das Geld von verschiedenen Fördervereinen und privaten Gönnern der Universität. In der Folge der Ermittlungen traten der Präsident, der Sportdirektor und der Football-Cheftrainer der Universität von ihren Posten zurück. Die Universität ließ jedoch die Zahlungen auch nach der Aufdeckung des Skandals noch einige Zeit weiterlaufen, da sie sich zur Einhaltung der an die Spieler gemachten Zusagen verpflichtet sah.

## Folgen

Logo der National Collegiate Athletic Association

Die NCAA sprach am 25. Februar 1987 eine Reihe von Sanktionen aus, die in ihrer Gesamtheit die schwerwiegendste Strafe für eine Mannschaft in der Geschichte des College Football darstellten. Die gesamte Saison 1987 der Mannschaft der SMU wurde gestrichen, für die darauf folgende Spielzeit durfte sie nur die Auswärtsspiele bestreiten, um den betroffenen gegnerischen Mannschaften finanzielle Verluste zu ersparen. Die bestehende Sperre für Bowl-Spiele und Live-Übertragungen wurde bis 1989 ausgeweitet. Die SMU verlor darüber hinaus für die nächsten vier Jahre 55 Stipendien für neue Spieler und durfte statt der üblichen neun nur fünf Assistenztrainer einstellen. Die Anwerbung neuer Spieler außerhalb des eigenen Campus und die Erstattung von Auslagen für Besuche potentieller Spieler wurden der Universität bis 1988 verboten. Die Sperre für eine gesamte Spielzeit, die im amerikanischen Sport-Jargon als „Todesstrafe“ bezeichnet wird, war von der NCAA bis zu diesem Zeitpunkt nur zweimal im Bereich des Basketball und nie zuvor für eine Football-Mannschaft verhängt worden. Die NCAA begründete diesen Schritt mit der Notwendigkeit „der Auflösung einer Mannschaft, die auf einem Erbe von Fehlverhalten, Betrug und Regelverletzungen aufgebaut war“ und der Beseitigung des Wettbewerbsvorteils, den die SMU gegenüber ihren Konkurrenten durch diese Verfehlungen erlangt hatte. Der finanzielle Verlust aufgrund der Sanktionen betrug rund 1,2 Millionen US-Dollar pro Saison an entgangenen Einnahmen aus Bowl-Spielen und Fernsehgeldern.
Die NCAA erlaubte den Spielern der SMU Mustangs, ohne Verlust ihrer Spielberechtigung zu anderen Universitäten wechseln. Diese Entscheidung führte dazu, dass innerhalb von zwei Tagen mehr als 250 Trainer von anderen Hochschulen die Mannschaft der SMU besuchten, um Spieler abzuwerben. Aufgrund dessen sah sich die Universität auch über die gesperrte Saison 1987 hinaus außerstande, eine Mannschaft für die Spielzeit 1988 aufzustellen. Erst 1989 konnte mit Forrest Gregg, einem früheren Spieler der SMU Mustangs und späterem NFL-Profispieler, ein neuer Trainer verpflichtet werden, so dass im selben Jahr die Mannschaft auch wieder am Spielbetrieb der NCAA teilnahm. Durch den Verlust von 55 Stipendien gelang es allerdings erst 1993, eine Mannschaft aufzustellen, in der kein Spieler von dem Skandal betroffen war. Die SMU Mustangs erreichten seit dem Skandal nur in den Spielzeiten 1997, 2009, 2011 und 2012 eine positive Saisonbilanz, und qualifizierten sich erst 25 Jahre später erstmals wieder für ein Bowl-Spiel. Die Southwest Conference, deren Reputation durch die Regelverstöße der SMU und anderer Mannschaften bereits beeinträchtigt war, löste sich infolge des Skandals und weiterer Vorfälle 1996 auf. Der zurückgetretene Cheftrainer Bobby Collins fand nach dem Skandal nie eine neue Anstellung als Trainer im College- oder im Profibereich. Angesichts der dramatischen und langanhaltenden Folgen für die sportliche Qualität der SMU Mustangs hat die NCAA seitdem von weiteren Saisonsperren weitestgehend abgesehen, und von dieser Sanktionsmaßnahme nach dem SMU-Football-Skandal nur je einmal im Bereich des Fußballs und des Tennissports Gebrauch gemacht, obwohl sie seit 1987 für mehr als 25 Mannschaften aufgrund von wiederholten schwerwiegenden Regelverstößen in Frage gekommen wäre.